# ヴォイス&アクターズ道場
ヴォイス＆アクターズ道場は俳優・声優養成所。設立者は亀山助清（希楽星所属）。亀山の逝去後は、2013年2月からレッスンを務めていた佐藤祐一（希楽星所属）が主宰している。

## 概要
1998年設立。東京・池袋に専用稽古場がある。養成所と劇団の中間にあたるところ。
他の養成所と比べ、以下のような特殊なところがある。
- 少人数制で1レッスン270分
- 専用の音声ブースがあり、声優の実習レッスンも頻繁に行う
- 複数の芸能プロダクションと提携、レッスン中も芸能活動が出来る
- 生徒の募集は不定期。
- レッスン料は月謝制。
- 年齢制限はなく、レッスン・メンバーは14～70歳と幅広い。
- 在籍期間は無制限。
- 特殊なメンタルトレーニングを行う。
- 体捌きを身に付けるために躰道を行う。
- 年1回合宿を行っている。

プロの俳優・声優を招いての特別レッスンも行っている。
これまでのゲスト
千葉繁、堀内賢雄、兵藤まこ、優希比呂、かないみか、三田ゆう子、岩田光央、氷上恭子、山寺宏一、松本梨香、田中真弓、玄田哲章、山口勝平、水島裕